# Municipio de Monroe (condado de Shelby)
El municipio de Monroe (en inglés: Monroe Township) es un municipio ubicado en el condado de Shelby en el estado estadounidense de Iowa. En el año 2010 tenía una población de 251 habitantes y una densidad poblacional de 2,44 personas por km².

## Geografía
El municipio de Monroe se encuentra ubicado en las coordenadas 41°33′22″N 95°12′10″O / 41.55611, -95.20278. Según la Oficina del Censo de los Estados Unidos, el municipio tiene una superficie total de 102.66 km², de la cual 102,39 km² corresponden a tierra firme y (0,26 %) 0,27 km² es agua.

## Demografía
Según el censo de 2010, había 251 personas residiendo en el municipio de Monroe. La densidad de población era de 2,44 hab./km². De los 251 habitantes, el municipio de Monroe estaba compuesto por el 98,01 % blancos, el 0,4 % eran afroamericanos, el 1,2 % eran asiáticos, el 0,4 % eran de otras razas. Del total de la población el 0,8 % eran hispanos o latinos de cualquier raza.